# David S. Kruidenier
David Scholte Kruidenier (* 18. Juli 1921 in Des Moines, Iowa; † 9. Januar 2006 ebenda) war ein US-amerikanischer Publizist und Philanthrop. Er war Herausgeber der Tageszeitung Des Moines Register.

## Leben
Kruidenier gehörte mütterlicherseits zur Verlegerfamilie Cowles. Die Cowles Media Company gab die Zeitungen The Des Moines Register, The Des Moines Tribune und The Minneapolis Star and Tribune heraus und betrieb Rundfunksender in Colorado, Hawaii, Illinois, Oregon, Tennessee und Wisconsin. Nachdem David S. Kruidenier 1942 bis 1945 als Offizier im Zweiten Weltkrieg gedient hatte, studierte er an der Yale University und sollte später an der Harvard University den Grad eines Master of Business Administration erwerben. 1948 trat er bei der Minneapolis Star and Tribune in das Familiengeschäft ein. 1951 ging er nach Des Moines, wo in der Des Moines Register and Tribune Company arbeitete und sie ab 1971 als Geschäftsführer und Herausgeber in Zeiten zurückgehender Auflagen führte. Während David Kruidenier das Des Moines Register herausgab galt die Zeitung als eine der führenden Zeitungen der Vereinigten Staaten. Das Register wurde in seiner Amtszeit dreimal mit dem Pulitzer-Preis ausgezeichnet. Von 1973 bis 1993 war er auch CEO und Geschäftsführer der Cowles Media Company. Das Unternehmen hatte damals einen Jahresumsatz von fast einer halben Milliarde Dollar. Nachdem die Auflagen bei der Des Moines Tribune gesunken waren, setzte er sich für die Schließung der Zeitung ein, welche 1982 erfolgte. 1985 verkaufte die Familie das Des Moines Register unter seiner Federführung und wickelte bis 1989 auch die anderen Beteiligungen ab.
Kruidenier setzte sich für die Verschönerung seiner Heimatstaat ein. So gewann er Ieoh Ming Pei und Richard Meier dafür, den Flügel des Des Moines Art Center neu zu gestalten und gab Millionen für die Errichtung des Des Moines Civic Center aus. An seinem Winterwohnsitz in Florida förderte Kruidenier maßgeblich den Aufbau der Sammlung moderner und zeitgenössischer Kunst des Sarasota Museum of Art.
Kruidenier starb im Iowa Methodist Medical Center an Lungenentzündung im Alter von 84 Jahren.
Nach David Kruidenier und seiner Frau Elizabeth Kruidenier ist der Kruidenier Trail, ein Wanderweg in Des Moines, benannt.